# 山本由松
山本 由松（やまもと よしまつ、1893年12月15日 - 1947年6月28日）は日本の植物学者である。台湾の植物の研究を行い、台湾で没した。

## 生涯
福井県今立郡片上村乙坂今北（現 鯖江市）にて誕生した。福井県師範学校を卒業し、惜陰小学校（現 鯖江市惜陰小学校）訓導（小学校の正規教員の旧称）を経て、広島高等師範学校に入学、その後、鹿児島第一師範学校教諭に就任した。1914年、東京大学理学部に入学し、早田文蔵に師事した。在学中より台湾総督府中央研究所林業部の嘱託となり、台湾における植物研究に没頭した。1923年に東京大学の植物学科を卒業後、小石川植物学研究所に入所した。1928年に台北帝国大学理学部助教授、台北帝国大学農林専門部の教授となった。1933年にアメリカ合衆国、イギリス、ドイツに留学し、1934年、5巻の『続台湾植物図譜』を著し、理学博士となった。1939年にジャワ島、スマトラ島などで採集旅行を行い、『蘭印植物紀行』を著した。翌年、海南島で研究を行った。著書に『海南島植物資料』、『台湾植物概論』などもある。1943年にフィリピンから台湾に戻り、戦後も、中華民国政府の招きで台湾大学院教授を務めたが、1947年、ツツガムシ病に感染して没した。